# Sonny Dallas
Frank 'Sonny' Dallas, geboren als Francis Dominic Joseph Rankin (Rankin (Pennsylvania), 27 oktober 1931 - Long Island (New York), 22 juli 2007), was een Amerikaanse jazzcontrabassist en muziekpedagoog.

## Biografie
Sonny Dallas had al op 8-jarige leeftijd professionele optredens als zanger, na zijn studie van het basspel bij Herman Clements was hij bassist bij het Pittsburghse symfonieorkest. Begin jaren 1950 speelde hij in de orkesten van Charlie Spivak, Ray Eberle, Claude Thornhill en Les Elgart, voordat hij in 1956 naar New York ging. Daar werkte hij met Sal Salvador, Bobby Scott, Chet Baker, Buck Clayton, Lee Konitz/Warne Marsh, Phil Woods/Gene Quill, Zoot Sims/Al Cohn, Elvin Jones, Mary Lou Williams, Bill Evans, George Wallington, Jackie Paris en Lennie Tristano. Eind jaren 1960 verhuisde hij naar Long Island, verwierf hij de Master of Arts als afsluiting in muziekpedagogiek en werkte hij voortaan aan het Suffolk County Community College en het Dowling College.

## Overlijden
Sonny Dallas overleed in juli 2007 op 75-jarige leeftijd aan hartfalen.

## Discografie
- 1961: Lee Konitz: Motion (Verve Records)
- 1961: Nat Pierce: The Ballad of Jazz Street (Hep Records)
- 1958-1964: Lennie Tristano: Continuity (Jazz Records)
- 1964/65: Lennie Tristano: Note to Note (Jazz Records)
- 1957: Phil Woods: Warm Woods (Lonehill Jazz)

- Bibsys: 4041439
- Bibliothèque nationale de France: cb14168723n (data)
- Gemeinsame Normdatei: 134354028
- International Standard Name Identifier: 0000 0001 0858 6673
- Library of Congress Control Number: no99024084
- MusicBrainz: 3a921905-fb31-4f5e-bdcf-9cfc27f1145d
- Réseau des bibliothèques de Suisse occidentale: 02-A009091297
- Système universitaire de documentation: 080826628
- Virtual International Authority File: 75948183
- WorldCat: E39PBJpjgmKVhWkH6d6vqDY773